# Bothrops ammodytoides
Bothrops ammodytoides este o specie de șerpi din genul Bothrops, familia Viperidae, descrisă de Leybold 1873. Conform Catalogue of Life specia Bothrops ammodytoides nu are subspecii cunoscute.